# Zespół zabytkowy dawnego Kioto, Uji i Ōtsu
Zespół zabytkowy dawnego Kioto (miasta Kioto, Uji i Ōtsu) – lista zabytków w Kioto, Uji i Ōtsu wpisanych wspólnie na listę światowego dziedzictwa UNESCO, ustanowioną na mocy Konwencji w sprawie ochrony światowego dziedzictwa kulturowego i naturalnego, przyjętą przez UNESCO na 18. sesji, która odbyła się w dniach 12–17 grudnia 1994 roku w Phuket, w Tajlandii.
Do Historycznych Zabytków Starożytnego Kioto (Kioto, Uji i Ōtsu) zalicza się 17 obiektów usytuowanych w obrębie miasta Kioto i jego bezpośrednim sąsiedztwie: w Uji (prefektura Kioto) i Ōtsu (prefektura Shiga). Wśród nich znajduje się 13 buddyjskich kompleksów świątynnych, 3 kompleksy chramów shintō oraz zamek Nijō-jō. Składa się na nie:
- 38 budynków uznanych za skarby narodowe Japonii (jap. 日本の国宝 Nihon-no kokuhō, ang. National Treasure);
- 160 obiektów uznanych za ważne zabytki kultury Japonii (jap. 重要文化財 jūyō bunkazai, ang. Important Cultural Property);
- 8 za miejsca z wyjątkowo pięknymi widokami (jap. 特別名勝 tokubetsu meishō, ang. Special Places of Scenic Beauty);
- 4 miejsca malownicze (jap. 名勝 meishō, ang. Places of Scenic Beauty)[2].

Jako centrum japońskiej kultury od przeszło tysiąca lat, zabytki Kioto reprezentują rozwój japońskiej architektury drewnianej, przede wszystkim religijnej oraz sztuki japońskich ogrodów, która miała duży wpływ na kształtowanie ogrodnictwa na całym świecie.

## Zestawienie obiektów
Poniższa tabela przedstawia obiekty zespołu Historycznych Zabytków Starożytnego Kioto (Kioto, Uji i Ōtsu) na liście światowego dziedzictwa UNESCO:
Obiekt – polskie tłumaczenie nazwy wpisu na liście wraz z jej angielskim oryginałem;
Położenie – miasto, hrabstwo; współrzędne geograficzne;
Typ – klasyfikacja według Komitetu Światowego Dziedzictwa:
- kulturowe (K),
- przyrodnicze (P),
- kulturowo–przyrodnicze (K,P);

Opis – krótki opis wpisu.
| Obiekt | Zdjęcie | Położenie                                                        | Typ          | Opis |
| --- | ------- | ---------------------------------------------------------------- | ------------ | --- |
| Tō-ji (jap. 東寺; „Świątynia Wschodnia”)                                                                                                |         | Prefektura Kioto 34°58′50″N 135°44′52″E/34,980556 135,747778     | K (ii)(iv)   | Jedna z najstarszych i najważniejszych świątyń buddyjskich w Japonii. Obejmuje kilkanaście budowli, z których większość to skarby narodowe Japonii. Najsłynniejszą z nich jest zbudowana w roku 826 pięciokondygnacyjna pagoda o wysokości 57 m, najwyższa na terenie Japonii. |
| Kiyomizu-dera (jap. 清水寺) |         | Prefektura Kioto 34°59′42″N 135°47′06″E/34,995000 135,785000     | K (iv)(v)    | Buddyjski kompleks świątynny w Kioto w Japonii, usytuowany nad miastem, we wschodniej dzielnicy Higashiyama, na zalesionych zboczach góry Otowa. Odgrywał ważną rolę w historii Japonii przez ostatnie 1000 lat. Budowle zespołu były wielokrotnie niszczone i odbudowywane. Dziś kompleks ten jest jednym z najważniejszych obiektów dziedzictwa kulturowego Japonii.                                                                          |
| Enryaku-ji (jap. 延暦寺) |         | Prefektura Shiga 35°04′14″N 135°50′28″E/35,070556 135,841111     | K (iv)(v)    | Jeden z największych zespołów świątyń buddyjskich w Japonii. |
| Złoty Pawilon (jap. 金閣寺 Kinkaku-ji; Świątynia Złotego Pawilonu), oficjalna nazwa Rokuon-ji (jap. 鹿苑寺 Świątynia w Ogrodzie Jeleni) |         | Prefektura Kioto 35°02′22,5″N 135°43′45,1″E/35,039583 135,729203 | K (iv)(v)    | Świątynia zen w Kioto. Budynek reprezentuje tzw. kulturę Kitayama z okresu Muromachi. |
| Ryōan-ji (jap. 龍安寺 „Świątynia Uspokojonego Smoka”)                                                                                   |         | Prefektura Kioto 35°02′04″N 135°43′06″E/35,034444 135,718333     | K (iv)(v)    | Buddyjska świątynia (gałęzi rinzai buddyzmu zen). Sława świątyni i jej popularność turystyczna wynika z utworzonego przy niej w połowie XV wieku kamiennego ogrodu Ryōan-ji no Sekitei (jap. 龍安寺の石庭) służącego medytacji zen. |
| Daigo-ji (jap. 醍醐寺) |         | Prefektura Kioto 34°57′05″N 135°49′15″E/34,951389 135,820833     | K (iv)(v)    | Buddyjski kompleks świątynny. Należy do odłamu Shingon buddyzmu, poświęcona jest (Honzon 本尊) uzdrawiającemu aspektowi Buddy, Yakushi Nyorai. Świątynia została utworzona w 874 roku przez Rigen-daishi (Shōbō), który nadał jej nazwę Daigo, odnoszącą się do pięciu stopni nauczania Buddy. |
| Nishi Hongan-ji (jap. 西本願寺) (Zachodnia Hongan-ji)                                                                                   |         | Prefektura Kioto 34°59′31″N 135°45′06″E/34,991944 135,751667     | K (iv)(v)    | Buddyjski kompleks świątynny. Jeden z dwóch kompleksów świątynnych buddyjskich należących do szkoły Jōdo-shinshū. Został zbudowany około 1591 roku, przez Hideyoshi Toyotomiego po tym jak główna siedziba sekty Ishiyama Hongan-ji w Osace została zniszczona przez Nobunagę Odę. Na terenie kompleksu znajduje się pięć budowli, które reprezentują najwspanialsze przykłady architektury i osiągnięć artystycznych z okresu Azuchi-Momoyama. |
| Shimogamo-jinja (jap. 下鴨神社; formalnie: 賀茂御祖神社, Kamo-mioya-jinja)                                                              |         | Prefektura Kioto 35°02′20″N 135°46′21″E/35,038889 135,772500     | K (iv)(v)    | Shimogamo-jinja jest jednym z dwóch najważniejszych i najstarszych chramów shintō w Kioto. Historia chramu sięga VII-VIII wieku. |
| Kamigamo-jinja (jap. 上賀茂神社; formalnie: 賀茂別雷神社, Kamo-wake-ikazuchi-jinja)                                                     |         | Prefektura Kioto 35°03′37″N 135°45′10″E/35,060278 135,752778     | K (iv)(v)    | Kamigamo-jinja to drugi po Shimogamo-jinja z dwóch najważniejszych i najstarszych chramów shintō w Kioto. Jego historia sięga VII wieku, za datę powstania przyjmuje się rok 678. |
| Byōdō-in (jap. 平等院) |         | Prefektura Kioto 34°53′22″N 135°48′28″E/34,889444 135,807778     | K (iv)(v)    | Zbudowana w X w. niezależna świątynia buddyjska w Uji. Na terenie obiektu znajdują się dwie małe świątynie: Saishō-in należąca do sekty Tendai-shū i Jōdo-in – do Jōdo-shū. Pawilon Feniksa, który jest najważniejszym obiektem świątyni, jako jedyny przetrwał wielki pożar w 1331 roku. Miejsce przechowywania wielu dzieł sztuki i jedna z największych atrakcji turystycznych rejonu.                                                       |
| Ujigami-jinja (jap. 宇治上神社) |         | Prefektura Kioto 35°53′31″N 135°48′41″E/35,891944 135,811389     | K (iv)(v)    | Chram shintō zbudowany około 1060 roku, najstarszy zachowany w Japonii. Honden należy do unikalnych konstrukcji i jest najstarszym przykładem stylu nagare-zukuri, który rozwinął się w okresie Nara (710–794). Pod jednym dachem znajdują się trzy przylegające do siebie jednoprzęsłowe sanktuaria. |
| Kōzan-ji (jap. 高山寺), formalnie Toganoo-san Kōsan-ji (jap. 栂尾山高山寺)                                                              |         | Prefektura Kioto 35°03′37″N 135°40′42″E/35,060278 135,678333     | K (iv)(v)    | Buddyjska świątynia szkoły Shingon położona w górach na północnych peryferiach Kioto. Jej początki sięgają podobno 774 r., ale zweryfikowaną datą jest rok 1206. Świątynia wielokrotnie była niszczona przez pożary i wojny i za każdym razem odbudowywana. Najstarszym budynkiem jest Sekisui-in (石水院) z okresu Kamakura (1185–1333). Pozostałe pochodzą z 1634.                                                                            |
| Saihō-ji (jap. 西芳寺) |         | Prefektura Kioto 35°59′33″N 135°41′03″E/35,992500 135,684167     | K, P (iv)(v) | Buddyjska świątynia zen szkoły Rinzai pierwotnie poświęcona Amidzie i słynąca ze swojego ogrodu zawierającego 120 gatunków mchów. |
| Nijō-jō (jap. 二条城) |         | Prefektura Kioto 35°00′51″N 135°44′51″E/35,014167 135,747500     | K (iv)(v)    | Zamek Nijō rozpoczęto budować w roku 1603 na polecenie sioguna Ieyasu Tokugawy. Został ukończony 25 lat później w czasie rządów Iemitsu Tokugawy. Zamek był siedzibą siogunów do 1867 roku. Przez pewien czas był używany jako pałac cesarski, a w 1939 roku został przekazany miastu Kioto i udostępniony publiczności jako miejsce historyczne.                                                                                               |
| Ginkaku-ji (jap. 銀閣寺; lit. "Świątynia Srebrnego Pawilonu"), oficjalnie Jishō-ji (jap. 慈照寺)                                        |         | Prefektura Kioto 35°00′51″N 135°44′51″E/35,014167 135,747500     | K (iv)(v)    | Początkowo wiejska willa sioguna Yoshimasy Ashikagi, przekształcona po jego śmierci w świątynię zen. Ogród pochodzący z 1615 roku jest reprezentatywny dla kultury Higashiyama. |
| Ninna-ji (jap. 仁和寺) |         | Prefektura Kioto 35°01′51″N 135°42′50″E/35,030833 135,713889     | K (iv)(v)    | Świątynia buddyjska utworzona przez cesarza Uda w 888 roku. Jest najważniejszą świątynią szkoły Omuro sekty Shingon. Mnisi z innych świątyń tej szkoły przybywają do Ninna-ji w celu nauki i ćwiczeń duchowych oraz aby służyć w niej. Świątynia jest słynna ze swoich drzew wiśni gatunku omuro-sakura, które kwitną najpóźniej w całym Kioto.                                                                                                 |
| Tenryū-ji (jap. 天龍寺), oficjalnie Tenryū Shishō Zen-ji (jap. 天龍資聖禅寺)                                                            |         | Prefektura Kioto 35°00′56″N 135°40′25″E/35,015556 135,673611     | K (iv)(v)    | Buddyjski klasztor szkoły zen Rinzai, główny klasztor jednego z czternastu odłamów szkoły Rinzai – linii tenryū-ha. Zbudowany w 1255, przekształcony na świątynię zen w 1339 roku. |